# Intel-Broadwell-Mikroarchitektur
Broadwell ist der Codename einer Prozessor-Mikroarchitektur des Chipherstellers Intel, die als Nachfolger der Intel-Haswell-Mikroarchitektur im 4. Quartal 2014 veröffentlicht wurde. Anders als Haswell, das auf dem 22-nm-Verfahren basierte, beruht Broadwell auf einem 14-nm-Verfahren.

## Design
Broadwell arbeitet mit dem Sockel 1150 (LGA 1150), nämlich insbesondere mit den im Mai 2014 erschienenen Chipsätzen H97 und Z97. Eine weit verbreitete Schwäche von Haswell-Prozessoren ist es, dass diese unter Volllast stark überhitzen. Die auf dem 14-nm-Verfahren basierenden Broadwell-Prozessoren sollen dahingegen derart konzipiert werden, dass manche Modelle ohne die Kühlung eines Lüfters auskommen würden.

## Verbesserungen der CPU-Architektur
Gegenüber Haswell wurden auf der CPU-Seite diverse Verbesserungen vorgenommen, die zu einer um 5 % verbesserten IPC führen. Mit größeren Instruktions-Schedulern und Puffern sollen die CPU-Cores besser gefüttert werden können, dazu wurde das Out-of-Order-Scheduler-Fenster von 60 auf 64 Einträge erweitert, um das Reordern von mehr Befehlen zu ermöglichen. Der Level-2-Cache-Übersetzungspuffer wurde von 1000 auf 1500 Einträge erweitert, um die Adress-Übersetzungs-Misses zu reduzieren.
Ein zweiter Miss-Handler wurde für TLB-Pages ergänzt, so dass Broadwell beide Handler parallel nutzen kann, um sich durch Speicher-Pages zu bewegen. Dazu gibt es einen allerdings primär für Server wichtigen 1-GB-Page-Modus (ergänzend zu den 4 KB und 2 MB großen Pages bei Haswell). Die Sprungvorhersage wurde ebenfalls optimiert, um die Fehlvorhersagen und unnötige Speicher-Operationen zu reduzieren.
Dank Verbesserungen im entsprechenden Hardware-Block konnte die Latenzzeit einer Gleitkomma-Multiplikation von fünf auf drei Taktzyklen verringert werden, die Division konnte durch Einsatz eines größeren Radix-1024 (10 Bit) Dividierers beschleunigt werden.

## Verbesserungen der GPU-Architektur
Wie auch Haswell-GPUs sind die Broadwell-GPUs in verschiedene Unterbereiche organisiert, die Intel als Scheiben (Slices) bezeichnet. Im Gegensatz zu Haswell besteht jedoch die Intel HD Graphics 5300 (so der offizielle Name der 8. Generation) aus einer Slice mit statt zwei jetzt drei Sub-Slices. Auf jeder Sub-Slice sitzen statt zehn jetzt acht Execution units (EUs) bestehend aus 2 × 4 Vektor-SIMDs mit eigenem Local-Thread-Dispatcher, Instruktions-Cache und eigener Textur-Sampler-Einheit samt dedizierten L1- und L2-Caches. Die Lade-/Speichern-Operationen laufen über den Daten-Port, der 64 Bytes pro Taktzyklus lesen und schreiben kann. Die Zahl der EUs wurde somit um 20 % von 20 auf 24 erhöht. Vergrößert wurde das Verhältnis von L1-Cache und Sampler relativ zu den EUs. Der Sampler-Durchsatz stieg um 25 % pro EU, in Summe bei gleicher Taktfrequenz also um 50 %.
Um Energie zu sparen, wurde das Duty-Cycling eingeführt, bei dem die GPU im aktiven Modus nur noch bis 12,5 % der Gesamtzeit läuft und die restliche Zeit komplett abgeschaltet wird. Duty-Cycling ist für die Anwendungen und Nutzer unsichtbar, da der Display-Controller von der GPU-Taktversorgung abgekoppelt wird. Die Steuerung erfolgt von der GPU-Hardware und Intels Grafik-Treibern.
Broadwells GPU unterstützt auch OpenCL 2.0. inklusive des geteilten virtuellen Speichers. Da Intel kein Programmiermodell wie AMDs HSA (wo die CPU- und GPU-Cores gemeinsam universelle Aufgaben abarbeiten sollen) hat, kann man damit jetzt CPU und GPU einfacher kombinieren und besser auslasten, indem komplexe Datenstrukturen geteilt werden können, statt sie zwischen CPU- und GPU-Speicher hin- und herkopieren zu müssen.

## SpeedStep-Probleme
Laut einem Heise-online-Artikel berichten viele Anwender von Machine Check Exceptions (MCE) auf Broadwell-Prozessoren, vor allem unter Linux. Ubuntu 14 schien am häufigsten betroffen zu sein, seltener Fedora 22. Auch unter Windows wurden beispielsweise bei der Installation von Office 2016 oder bei manchen Steam-Spielen systematische Windows-Abstürze (Blue Screens) gemeldet. Die Probleme verschwanden zumeist, wenn man SpeedStep abschaltete.

## Chipsatz für Broadwell-Generation
Für die Broadwell-Generation können die Intel-9-Serie-Chipsätze, die auch schon die Haswell-Generation unterstützte, weiterhin verwendet werden. Von diesen sind Z97 und H97 für alle Core-i3/i5/i7-5xxx-Modelle erforderlich, das neue X99-Chipset (Codename Wellsburg) wird für die Broadwell-E-(i7-6xxx)-Modelle benötigt.